# The Queen's Knight
The Queen's Knight est un manhwa de Kim Kang Won. Il a été prépublié dans le magazine Party entre 1997 et 2005, et a été compilé en un total de dix-sept volumes par Haksan Culture Company. La version française a d'abord été publiée par les éditions Saphira jusqu’au tome 14, puis du 15 au 17 aux éditions Samji. À la suite des faillites des deux éditeurs français, la série n'est plus commercialisée,.

## Synopsis
Lorsque la mère de Yuna Lee se déplace en Allemagne pour poursuivre des  études de musique, Yuna est peu enthousiasmée de rester avec son père, un professeur d'université, et ses trois frères aînés, qui sont farouchement surprotecteurs.
Au cours de ses vacances d'été, elle visite sa mère en Allemagne, tombe d'une falaise et est sauvée par Rieno, 18 ans, chevalier sur la terre de Phantasma. Rieno fait un pacte avec Yuna. En effet, elle doit  devenir la reine du royaume de ce dernier car il lui a sauvé la vie. Yuna est alors déchirée entre sa vie normale et sa vie comme reine de Phantasma.